# GWD Minden
| GWD Minden                                                                  | GWD Minden    |
| --------------------------------------------------------------------------- | ------------- |
| Nadimak:                                                                    | GWD           |
| Osnovan:                                                                    | 1924.         |
| Boje kluba:                                                                 | zeleno-bijelo |
| Trener:                                                                     | Richard Ratka |
| Dvorana:                                                                    | Kampa-Halle   |
| Sjedećih mjesta:                                                            | 4.059         |
| Sezona 2006./07.:                                                           |               |
| Njemačko prvenstvo:                                                         | 14. mjesto    |
| Njemački kup:                                                               | 2. krug       |
| - Njemački prvaci 1971., 1977. - Njemački osvajači kupa 1975., 1976., 1979. |               |

GWD Minden je rukometni klub i natječe se u  Prvoj njemačkoj rukometnoj ligi.

## Poznati igrači koji su nastupali ili nastupaju za GWD Minden
- Magnus Andersson
- Talant Dujšebajev
- Stéphane Stoecklin
- Aljaksandr Tučkin
- Tomislav Farkaš

## Poznati treneri koji su radili u Mindenu
- Velimir Kljaić

## Vanjske poveznice
- Službene stranice kluba
- Rukometni odjel